# Velvet d'Amour
Velvet d'Amour (nacida en 1967) es una fotógrafa y modelo estadounidense. Es conocida por sus trabajos como modelo de talla grande para diseñadores como John Galliano y Jean Paul Gaultier. Ha sido llamada por Vogue Italia un "ícono de las curvas".

## Primeros años
Velvet d'Amour nació y se crio en Rochester, Nueva York, hija menor de cinco hermanos, de ascendencia irlandesa, polaca y checa. En los años 1980, durante la universidad, trabajó como fotógrafa en el famoso club nocturno Copacabana de Nueva York. Se graduó en la SVA de Nueva York (Escuela de Artes Visuales) consiguiendo una licenciatura en Bellas Artes. Vivió un año en Florencia, Italia, donde estudió Bellas Artes en la Scuola Lorenzo de' Medici. Ahí estudió fotografía con el fotógrafo James White, quien alentó su pasión por la fotografía de modas. Sus primeros intentos como modelo fueron en Manhattan, con alrededor de 20 años de edad; debido a su altura, fue considerada por una popular agencia de modelos, pero aunque consiguió bajar su peso de 63 a 53 kg, fue considerada demasiado gorda. "Fue ahí cuando comenzó mi viaje de autoaceptación", comentó d'Amour. En 1996 se mudó a París, Francia, donde durante la primera época se unió a la comunidad de danza contemporánea, y más tarde fue contratada por la primera agencia de modelos de talla grande de París, Agence Plus.

## Carrera
Antes de ser conocida, ya utilizaba su nombre artístico, Velvet d'Amour. Comenzó a ser llamada "Velvet" (terciopelo) después de trabajar en una línea de asistencia directa de sexo seguro para una organización contra el sida, cuando sus compañeros notaron la versatilidad de su voz. La segunda parte, "d'Amour", se la puso ella misma.
En el año 2006 Velvet d'Amour desfiló por la pasarela "Everybody is Beautiful" (Todo el mundo es hermoso) en 2006 de John Galliano. En octubre del mismo año se presentó como modelo de talla grande en la colección primavera/verano 2007 prêt-à-porter de Jean-Paul Gaultier. También apareció en el artículo de la Vogue francesa del fotógrafo Nick Knight. D'Amour mide 1,73 cm y al momento de sus presentaciones en 2006, con 39 años de edad, pesaba aproximadamente 136 kg.
En respuesta del debate sobre las modelos delgadas, d'Amour dijo: "La razón principal a la cual uno llega a explicar por qué no hay más representación de gente con curvas en los medios modernos es que la inclusión sería equivalente a la aceptación, y entonces la aceptación equivaldría a la aprobación, lo que significaría que soportan la presunta mala salud. La extraña dicotomía es que mientras gente como yo es excluida aparentemente por la idea de que de alguna manera 'promovemos' el ser poco saludable, somos asediados por medios saturados con imágenes de Britney Spears, Nicole Richie, Paris Hilton, Kate Moss y Lindsay Lohan. El cómo estas mujeres representan la buena salud es algo que no entiendo". Ha sido llamada por Vogue Italia como un "ícono de las curvas", y además de aparecer en la edición francesa e italiana de dicha revista, fue modelo de otras revistas de moda como Egoiste, WAD y Standard, entre otras.
En 2006, Velvet d'Amour hizo su primer papel en el cine, en una película francesa titulada Avida. Se trata de una comedia de humor negro acerca del secuestro del perro de una millonaria (d'Amour). La película fue proyectada en los festivales de Cannes y Tribeca. En 2008 tuvo un breve papel en la película Le Baltringue, protagonizada por Vincent Lagaf'. En 2007 fue jurado del reality televisivo Mo'Nique's Fat Chance, conducido por Mo'Nique. En 2010 participó en el reality francés La Ferme des Célébrités 3 ("La granja de las celebridades"), filmado en Sudáfrica, donde también participaron David Charvet y Brigitte Nielsen. Velvet se quedó en el programa durante nueve de las diez semanas, por las cuales se llevó 54.000 euros que luego donó a SOS Enfants Disparus, una fundación en ayuda de los niños.
En febrero de 2012, Velvet d'Amour lanzó Vol•Up•2, una revista que exhibe la diversidad de la belleza, haciendo énfasis en las mujeres con curvas.